# Luftslottet som sprängdes
Luftslottet som sprängdes (titulada Millennium 3: La reina en el palacio de las corrientes de aire, literalmente en español: "El castillo de aire que estalló") es una película sueca estrenada en 2009, dirigida por Daniel Alfredson y protagonizada por Noomi Rapace y Michael Nyqvist. Está basada en la novela homónima de Stieg Larsson.

## Sinopsis
Lisbeth Salander (Noomi Rapace) ha sobrevivido y permanece en la UCI de un hospital. Su vida pende de un hilo, pero quiere venganza. Quiere demostrar que ella no cometió los tres asesinatos por los que va a ser juzgada si sobrevive y quiere vengarse de su propio padre y las instituciones gubernamentales que le han destruido la vida. Con la ayuda de Mikael Blomkvist (Michael Nyqvist) y la redacción de la revista Millennium, Lisbeth tendrá que encontrar ese hilo del que tirar antes de que sus enemigos consigan matarla.

## Reparto
- Michael Nyqvist como Mikael Blomkvist.
- Noomi Rapace como Lisbeth Salander.
- Lena Endre como Erika Berger, amiga de Blomkvist.
- Annika Hallin como Annika Giannini.
- Sofia Ledarp como Malin Eriksson.
- Jacob Ericksson como Christer Malm.
- Niklas Hjulström como Prosecutor Ekström.
- Anders Ahlbom como Peter. Teleborian.
- Hans Alfredson como Evert Gullberg.
- Lennart Hjulström como Fredrik Clinton.
- Per Oscarsson como Holger Palmgren.
- Michalis Koutsogiannakis como Dragan.
- Mirja Turestedt como Monica Figuerola.
- Johan Kylén como el inspector Bublanski.